# Putoniessa rivularis
Putoniessa rivularis är en insektsart som beskrevs av Walker 1851. Putoniessa rivularis ingår i släktet Putoniessa och familjen dvärgstritar. Inga underarter finns listade i Catalogue of Life.